# 사카키정
사카키정(일본어: 坂城町 사카키마치[*])은 일본 나가노현 하니시나군의 정이다. 나가노시, 지쿠마시 등과 함께 호쿠신 지역에 속하지만 생활·경제·상권은 인접하는 도신 지방의 우에다시와의 관계가 강하다.

## 인접하는 자치체
- 우에다시
- 지쿠마시

## 역사
- 1879년 1월 12일 - 하니시나군 사카키촌(坂木村), 나카노조촌, 난조촌이 성립하였다.
- 1886년 5월 18일 - 하니시나군 사카키촌이 사카키촌(坂城村)으로 촌명을 변경하였다.
- 1889년 4월 1일 - 시정촌제 시행으로 사라시나군 무라카미촌이 성립하였다.
- 1904년 7월 12일 - 하니시나군 사카키촌이 정으로 승격해 사카키정이 되었다.
- 1955년 4월 1일 - 하니시나군 난조촌, 나카노조촌을 편입하였다.
- 1960년 4월 1일 - 사라시나군 무라카미촌을 편입하였다.

## 인구
| 연도 | 인구   | ±%     |
| ---- | ------ | ------ |
| 1940 | 12,107 | —      |
| 1950 | 15,851 | +30.9% |
| 1960 | 14,430 | −9.0%  |
| 1970 | 15,721 | +8.9%  |
| 1980 | 16,685 | +6.1%  |
| 1990 | 16,632 | −0.3%  |
| 2000 | 16,830 | +1.2%  |
| 2010 | 15,734 | −6.5%  |

## 교통

### 철도
- 시나노 철도 시나노 철도선

### 도로
- 조신에쓰 자동차도
- 국도 18호선